# Heinrich Willi
Heinrich Willi (Chur, Suiza, 3 de marzo de 1900- Zúrich, 16 de febrero de 1971) fue un médico suizo.

## Biografía
Heinrich Willi nació el 3 de marzo de 1900 en Chur , Suiza. H. Willi estudió medicina en la Universidad de Zúrich. Después de licenciarse en 1925, fue residente en el Instituto de Anatomía Patológica de Zúrich y en el departamento de medicina del Hospital de Winterthur. Desde 1928 trabajó en el Hospital Infantil de Zúrich, como miembro del equipo del profesor doctor G. Fanconi (1892-1979). Obtuvo su doctorado en Medicina en 1936 y al año siguiente sucedió al profesor Bernheim-Karrer, también fue director del "Säuglingsheim Rosenberg".
Aparte de sus deberes académicos y hospitalarios, Heinrich Willi dirigió una gran clínica privada. Fue un innovador, desarrollando una gran labor en investigación médica a lo largo de su carrera, con importantes contribuciones en el campo de la Neonatología.

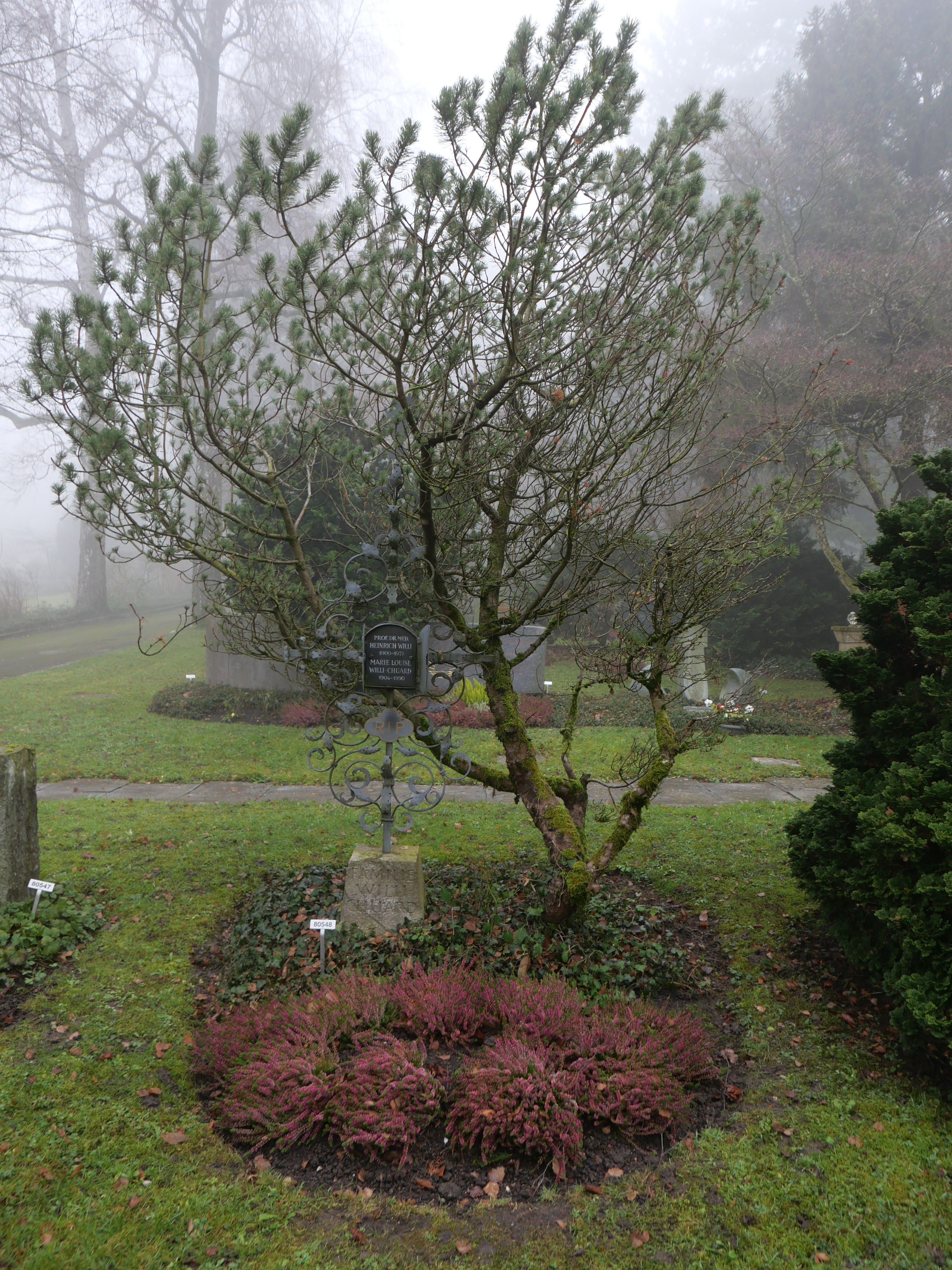
La tumba de Willi y su esposa.

Se retiró en 1970 y a su muerte, el 16 de febrero de 1971 en Zúrich, Guido Fanconi dijo: "Fue una ayuda amable y bendita para sus pequeños pacientes y sus temerosos padres. Lamentamos su muerte no sólo sus numerosos discípulos y sus antiguos profesores, sino también innumerables padres y antiguos pacientes, ahora también adultos. Todos lloran la muerte de una persona querida e inteligente que entendió como ser investigador, profesor y buen médico, al mismo tiempo."
Su lugar de descanso final lo encontró en el cementerio de Fluntern. Su esposa Marie Louise, de soltera Chuard (1904-1990), también está enterrada en la tumba.